# Gabe Norwood
Gabriel Daniel Norwood, detto Gabe (Fayetteville, 9 febbraio 1985), è un cestista statunitense con cittadinanza filippina.

## Carriera
Con le Filippine ha disputato due edizioni dei Campionati mondiali (2014, 2019) e cinque dei Campionati asiatici (2007, 2009, 2013, 2015, 2017).